# 立汐祐治郎
立汐 祐治郎（たてしお すけじろう、1888年4月2日 - 1972年11月7日）は、青森県西津軽郡木造町（現つがる市）出身で高砂部屋に所属した大相撲力士。本名は長谷川 祐治郎。身長170cm、体重86kg。最高位は西前頭13枚目。立汐唯五郎は実弟。

## 来歴
浪ノ音健藏に見出され入門。1906年5月に初土俵を踏み、1910年6月十両昇進した。1911年10月、岐阜県内での巡業中に八甲山純司が締めていた化粧廻しを見て「そんな化粧廻しはみっともないぜ」と言ったのに対し、八甲山は「お前に言われる筋合いはない」と反論されたのに腹を立て、取組で土俵に上がった八甲山に剃刀を手にした立汐は土俵に乱入してその場で八甲山のマゲをつかんで切り落とし、さらに右腕に長さ10cmの切り傷を負わせるトラブルを起こした。このため破門となり、その後一度は大坂相撲に加入した。復帰後、1912年5月に新入幕を果たし、5場所在位したが、十両、幕下と陥落し1917年1月を以て廃業した。廃業後は愛知県で旅館を経営しながら、相撲を指導した。

## 成績
- 番付在位場所数：22場所
- 十両在位：5場所
- 十両成績：17勝8敗2分2預
- 幕内在位：5場所
- 幕内成績：15勝26敗8休1分
- 通算成績：32勝34敗8休3分2預（便宜上幕内と十両の合計を表示。幕下以下については相撲レファレンス等のデータベースに登録がないため。ただしこの他に幕下15枚目以内の記録として少なくとも8勝6敗1分の記録が確認できる）

### 場所別成績
| 1906年 （明治39年） | x                   | 東序ノ口12枚目 –            |
| 1907年 （明治40年） | 西序二段28枚目 –    | 番付非掲載 不出場           |
| 1908年 （明治41年） | 番付非掲載 不出場   | 東三段目19枚目 –            |
| 1909年 （明治42年） | 東幕下54枚目 –      | 東幕下38枚目 –              |
| 1910年 （明治43年） | 東幕下10枚目 4–1    | 西十両5枚目 4–2 1預         |
| 1911年 （明治44年） | 東十両5枚目 2–2 1預 | 東十両7枚目 5–0 1分         |
| 1912年 （明治45年） | 西十両筆頭 4–0 1分  | 東前頭17枚目 5–5            |
| 1913年 （大正2年） | 東前頭15枚目 3–7    | 西前頭17枚目 4–5 1分        |
| 1914年 （大正3年） | 西前頭13枚目 3–3–4  | 東前頭17枚目 0–6–4          |
| 1915年 （大正4年） | 西十両筆頭 2–4      | 西十両12枚目 2–3            |
| 1916年 （大正5年） | 東幕下3枚目 2–3     | 西幕下15枚目 引退 2–2–0 1分 |
| 各欄の数字は、「勝ち-負け-休場」を示す。 優勝 引退 休場 十両 幕下 三賞：敢=敢闘賞、殊=殊勲賞、技=技能賞 その他：★=金星 番付階級：幕内 - 十両 - 幕下 - 三段目 - 序二段 - 序ノ口 幕内序列：横綱 - 大関 - 関脇 - 小結 - 前頭（「#数字」は各位内の序列） |                     |                             |

- 幕下以下の地位は小島貞二コレクションの番付実物画像による。

## 改名
改名歴なし